# Gustavo Aguirre Benavides 2.ª Sección
Gustavo Aguirre Benavides 2.ª Sección es una localidad del municipio de Reforma ubicado en el noroeste del estado mexicano de Chiapas.

## Geografía
La localidad de Gustavo Aguirre Benavides 2.ª Sección se sitúa en las coordenadas geográficas 17°48′40″N 93°20′32″O / 17.811111, -93.342222, a una elevación de 30 metros sobre el nivel del mar.

## Demografía
Según el Conteo de Población y Vivienda 2020, efectuado por el Instituto Nacional de Estadística y Geografía, la localidad de Gustavo Aguirre Benavides 2.ª Sección tiene 114 habitantes, de los cuales 58 son del sexo masculino y 56 del sexo femenino. Su tasa de fecundidad es de 3.07 hijos por mujer y tiene 32 viviendas particulares habitadas.
| Gráfica de evolución demográfica de Gustavo Aguirre Benavides 2.ª Sección entre 1990 y 2020 |
|                                                                                             |
| INEGI.                                                                                      |